# J.A.M. Boudrie
J.A.M. Boudrie (Tubbergen, 30 juni 1922 – Eindhoven, 13 mei 1996) was een Nederlands politicus van de KVP en later het CDA.
Hij was werkzaam bij de gemeentesecretarie van Tubbergen voor hij in 1944 de overstap maakte naar de gemeente Stad Delden en later naar de gemeente Oudenbosch. Boudrie was daar hoofdcommies ter gemeentesecretarie voor hij in september 1963 benoemd werd tot burgemeester van de gemeente Putte. In mei 1971 volgde zijn benoeming tot burgemeester van Budel. In juli 1987 ging hij daar met pensioen en in 1996 overleed hij op 73-jarige leeftijd.